# Бёйтинк, Томас
Томас Бёйтинк (нидерл. Thomas Buitink; род. 14 июля 2000 года, Нейкерк, Нидерланды) — нидерландский футболист, нападающий клуба ПЕК Зволле.

## Клубная карьера
Бёйтинк — воспитанник клуба «Витесс». 18 февраля 2018 года в матче против «Фейеноорда» он дебютировал в Эредивизи, заменив во втором тайме Люка Кастайньоса.
В январе 2023 года перешёл на правах аренды в «Фортуну».
5 июля 2024 года перешёл в ПЕК Зволле, подписав трёхлетний контракт.

## Международная карьера
В 2017 году в составе юношеской сборной Нидерландов Бюитинк принял участие в юношеском чемпионате Европы в Хорватии. На турнире он сыграл в матчах против команд Украины, Норвегии, Англии и Германии.